# Faldistorio

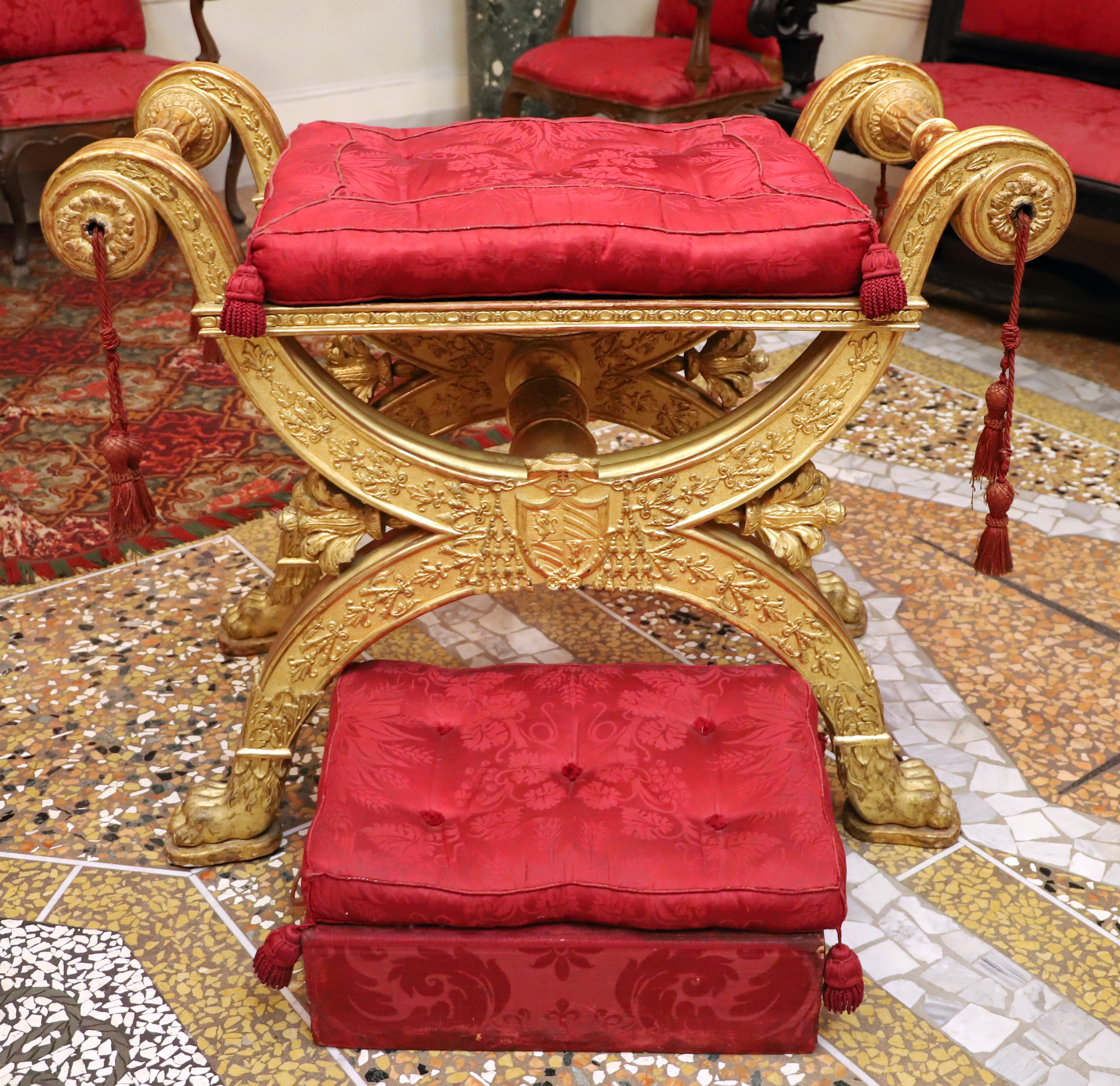
Faldistorio del vescovo Giovanni Maria Mastai-Ferretti (poi papa Pio IX), 1841, conservato nel Museo diocesano di Imola

Il faldistorio è uno speciale tipo di sedia usato nella liturgia cattolica dai vescovi.

## Origine ed etimologia

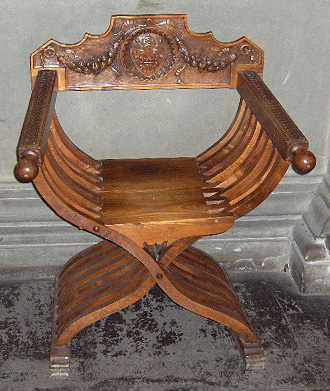
Faldistorio esposto al Palazzo Vecchio (Firenze)

Il termine deriva dal latino medioevale faldistorium che deriva a sua volta dal tedesco Faltstuhl, ovvero "sedia piegata". 
Il faldistorio ricorda piuttosto da vicino la sedia curule, sedia da campo utilizzata dai generali romani nel corso dei loro spostamenti nei pressi del teatro di guerra, e da questa sembra esserne derivata con gli opportuni adattamenti all'uso ecclesiastico.

## Descrizione e utilizzo

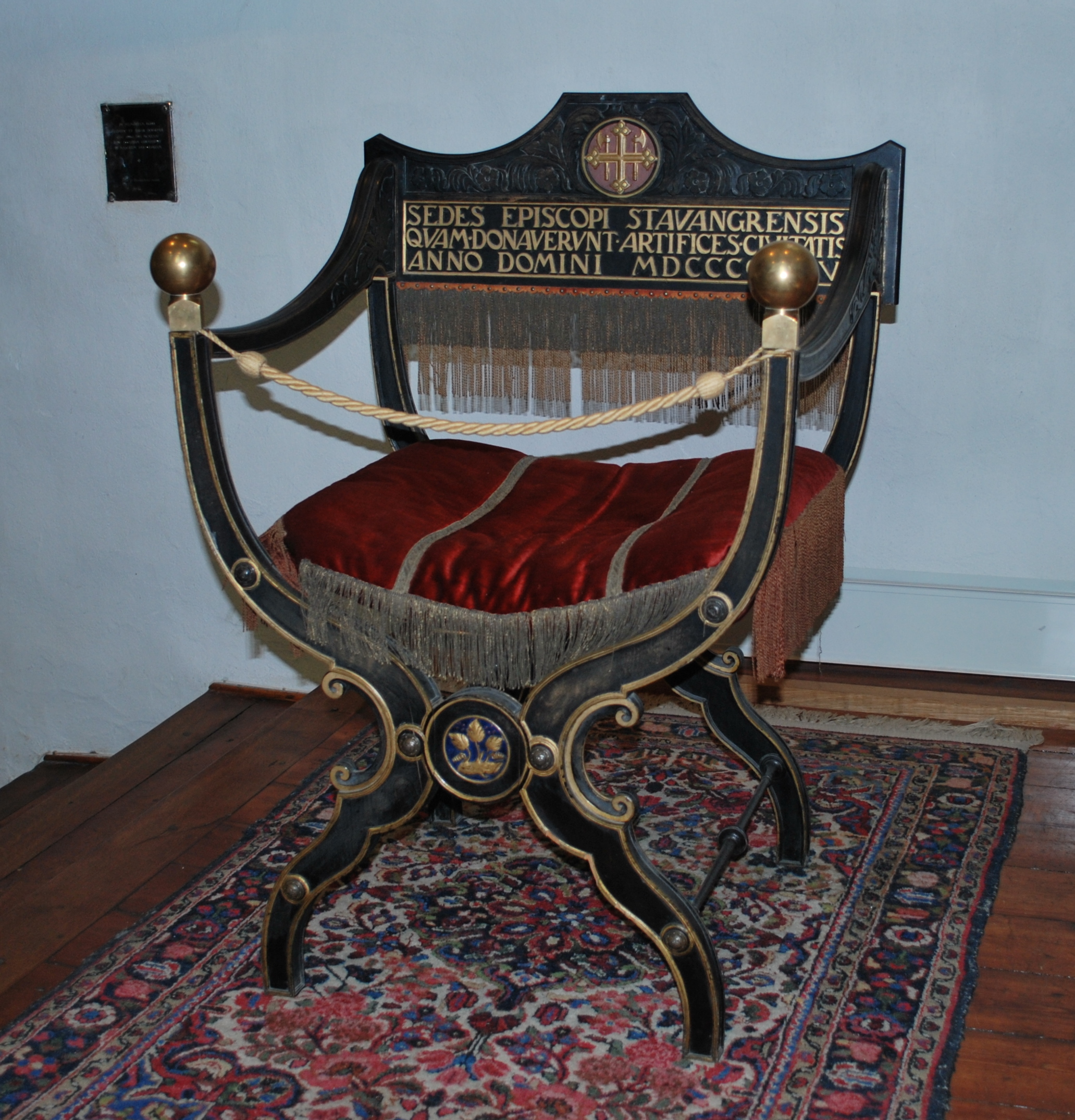
Faldistorio episcopale della cattedrale di Stavanger

La sedia è pieghevole, provvista di braccioli, ma sprovvista di schienale fisso. È tradizionalmente rivestita di seta rossa. Solitamente è coperta di stoffa del colore liturgico del giorno. 
Viene adoperata quando non è possibile servirsi del trono, seppur dopo la Riforma liturgica il suo uso sia divenuto piuttosto raro. Era prescritto per la somministrazione del battesimo e del sacramento dell'ordine ed in altre occasioni, quali la cerimonia del Venerdì santo o la benedizione dell'olio santo ed in genere in tutte quelle situazioni nelle quali la posizione del vescovo celebrante risulta laterale rispetto a quella dell'altare ed impedisce quindi l'utilizzo della cattedra.
Il materiale costruttivo può essere di varia natura, come ad esempio il legno (ad es. il seggio facente parte del tesoro del Duomo di Anagni), il ferro (ad es. la cattedra di San Barbato, oggi al museo diocesano di Benevento), l'avorio (cattedra dell'arcivescovo Massimiano, museo arcivescovile di Ravenna).
Pietro Venale nel 1550 ha dorato ad oro fino il faldistorio di papa Paolo III, eletto in quell'anno, decorandolo con relativo stemma papale.